# Sjanky
Sjanky (in ucraino Сянки?; in polacco Sianki; in russo Сянки?, Sjanki) è un centro abitato dell'Ucraina, sito nel distretto di Turka.

## Storia
Originariamente il paese sorgeva su entrambe le rive del fiume San; dal 1945 il fiume divenne confine fra la Polonia e l'Unione Sovietica, così il paese venne completamente distrutto e ricostruito a circa 1500 m di distanza, in territorio sovietico, presso la stazione ferroviaria. Dal lato polacco alcune rovine dell'antico paese sono oggi visitabili.